# Waste Management
«Waste Management» — третий и последний  англоязычный (шестой в целом)  студийный альбом группы «Тату», вышедший 15 декабря 2009 года.

## Об альбоме
Оригинальное название «Весёлые улыбки», под которым альбом вышел в России в 2008 году, было решено изменить на название, существовавшее на начальном этапе работы над пластинкой — «Waste Management» («Управление отбросами»).
21 марта 2009 года в официальном блоге появилось сообщение по поводу альбома «Waste Management»/«Happy Smiles».
15 декабря 2009 состоялся релиз англоязычной версии альбома в Латинской Америке и цифровой релиз на iTunes и Amazon во всем мире. Юлия Волкова говорила: «Мы не только дополнили пластинку в музыкальном плане, но и переделали дизайн — обложку, буклет», «в процессе подготовки релиза мы поняли, что старый „артворк“ всем немного надоел. Так что вместо космонавта и марсианской поверхности ищите на обложке двух треш-девушек в телогрейках».
Песни «You and I», «Snowfalls», «Time Of The Moon», «Don’t Regret», «Fly On The Wall» и «Little People» включены в саундтрек к фильму «You and I», где Юля и Лена играли самих себя.
Ремикс на песню Running Blind был включён в российское издание саундтрека к фильму «Трансформеры 3: Тёмная сторона Луны».

## Список композиций
| №                   | Название                                                                  | Текст песни                                                | Музыка                                          | Аранжировка                | Длительность |
| ------------------- | ------------------------------------------------------------------------- | ---------------------------------------------------------- | ----------------------------------------------- | -------------------------- | ------------ |
| 1.                  | «White Robe» (английская версия песни «Белый плащик»)                     | Мария Максакова, T.A. Music, пер. Леонида Александровского | Ваня Килар                                      | В. Килар                   | 3:10         |
| 2.                  | «You and I»                                                               | Ed Buller, Andy Kubiszewski                                | E. Buller, A. Kubiszewski                       | В. Килар                   | 4:27         |
| 3.                  | «Sparks» (английская версия песни «220»)                                  | Валерий Полиенко, пер. Л. Александровского                 | В. Полиенко                                     | Slowman                    | 3:30         |
| 4.                  | «Snowfalls» (английская версия песни «Снегопады»)                         | Катя Салем, T.A. Music, пер. Л. Александровского           | Slowman                                         | Slowman                    | 4:13         |
| 5.                  | «Martian Eyes (Марсианские глаза)»                                        | T.A. Music                                                 | Сергей Галоян                                   | С. Галоян                  | 4:10         |
| 6.                  | «Little People» (английская версия песни «Человечки»)                     | T.A. Music, пер. Л. Александровского                       | Slowman                                         | Slowman                    | 4:19         |
| 7.                  | «Waste Management» (переизданная инструментальная пьеса «Весёлые улыбки») |                                                            | Евгений Матвейцев                               | Е. Матвейцев               | 2:50         |
| 8.                  | «Running Blind»                                                           | Sven Martin, Rasmus Schwenger, Lene Dissing                | Julian Schramm, Larz Reinatz, Christian Behrens | В. Килар                   | 4:41         |
| 9.                  | «Fly on the Wall»                                                         | Josh Alexander, Billy Steinberg                            | J. Alexander, B. Steinberg                      | Chris Garcia, Keely Hawkes | 5:10         |
| 10.                 | «Time of the Moon» (английская версия песни «Время луны»)                 | T.A. Music, пер. Л. Александровского                       | В. Килар                                        | В. Килар                   | 4:36         |
| 11.                 | «Don’t Regret» (английская версия песни «Не жалей»)                       | T.A. Music, пер. Л. Александровского                       | В. Килар                                        | В. Килар                   | 4:37         |
| Общая длительность: | Общая длительность:                                                       | Общая длительность:                                        | Общая длительность:                             | Общая длительность:        | 44:43        |

| №                   | Название                                                    | Текст песни                         | Музыка                             | Ремикс                     | Длительность |
| ------------------- | ----------------------------------------------------------- | ----------------------------------- | ---------------------------------- | -------------------------- | ------------ |
| 12.                 | «White Robe Fly_Dream Remix (Белый плащик Fly_Dream Remix)» | М. Максакова, T.A. Music            | В. Килар                           | Fly_Dream (Георгий Хватов) | 5:30         |
| 13.                 | «Running Blind Transformer Remix»                           | S. Martin, R. Schwenger, L. Dissing | J. Schramm, L. Reinatz, C. Behrens |                            | 3:52         |
| 14.                 | «Don’t Regret Sniper Remix (Не жалей Sniper Remix)»         | T.A. Music                          | В. Килар                           | Sniper                     | 4:58         |
| Общая длительность: | Общая длительность:                                         | Общая длительность:                 | Общая длительность:                | Общая длительность:        | 59:03        |